# Deathgarden
Deathgarden a fost un joc video multiplayer asimetric cu împușcături first-person dezvoltat și publicat de Behavior Interactive cu un gameplay similar cu cel al unui alt joc al studioului, Dead by Daylight. A fost lansat inițial pe Steam Early Access în vara anului 2018, iar ulterior a fost relansat ca Deathgarden: Bloodharvest în 2019. Cu toate acestea, în același an, a încetat dezvoltarea și a devenit free-to-play după ce nu a reușit să mențină o bază de jucători suficientă. Conceptul joculuo se baza pe un singur vânător invincibil împotriva a cinci Scavengers (numiți anterior Runners) care au trebuit să încerce să evadeze.  Deși a fost lăudat de critici pentru conceptul și tradiția sa centrală, a fost criticat și pentru jocul dezechilibrat cauzat de designul său asimetric. Pe 12 august 2020, serverele jocului s-au închis.